# 陈强 (1957年)
陈强（1957年12月—），河南孟县人。男，汉族。1975年9月参加工作，1977年10月加入中国共产党。北京理工大学化工专业毕业，西北工业大学工商管理硕士，研究员级高级工程师。中华人民共和国政治人物。

## 经历
1975年中学毕业后，在陕西省长安县插队劳动。1977年，入原陕西石油仪器二厂当工人。1978年，考入北京理工大学学习。1982年毕业后，被分配到位于西安市的原中国兵器工业部下属第204研究所工作，历任办公室副主任、技术开发处处长、科研开发处处长、副所长等职；在此期间，完成西北工业大学工商管理研究生课程，获硕士学位。1999年，获评陕西省“有突出贡献中青年专家”，并弃学从政。
1999年6月，任陕西省知识产权局局长。2000年7月，任陕西省药品监督管理局局长、党组书记。2002年7月，任陕西省对外贸易经济合作厅厅长、党组书记。2004年6月，任陕西省商务厅厅长、党组书记。2005年8月，任中共延安市委副书记、副市长、代市长（2006年2月当选市长）。2011年1月，任中共陕西省委组织部常务副部长(正厅级)。2013年1月，任中共陕西省委常委、统战部部长。2017年1月，当选陕西省政协副主席。2017年5月，不再担任中共陕西省委常委、统战部部长。2023年1月，届满卸任陕西省政协副主席。